# Tatort: Kalte Herzen
Kalte Herzen ist ein Fernsehfilm aus der Krimireihe Tatort und eine Produktion des SWR. Diese 440. Episode der Reihe wurde am 2. April 2000 im Ersten Deutschen Fernsehen zum ersten Mal ausgestrahlt.
Das Ludwigshafener Ermittlerduo Lena Odenthal (Ulrike Folkerts) und Mario Kopper (Andreas Hoppe) hat den Tod eines Topmodels aus den USA aufzuklären und erhält dabei Unterstützung aus Los Angeles.

## Handlung
In einem Hotel in Ludwigshafen wird das amerikanische Topmodel Amy Bell erstochen aufgefunden. Sie war zu einem großen Fotoshooting nach Ludwigshafen gereist. Die Presse nimmt regen Anteil an allen Neuigkeiten. Schnell wird den Ermittlern klar, dass das Model die Nächte nicht allein verbracht hatte. Obwohl sie mit dem Filmstar Tom Soengen verheiratet ist, hatte sie mit dem Fotografen Marlo Trekkers ein Verhältnis. Dieser ist nicht auffindbar und dringend tatverdächtig. Er wird zur Fahndung ausgeschrieben.
Unerwartet erhält Lena Odenthal Unterstützung aus den USA. Sergeant Lou Browster wurde von der Polizei Los Angeles nach Deutschland geschickt, um bei der Aufklärung des Mords an dem bekannten Model zu helfen. Die Befragung des Ehemanns Tom Soengen ergibt zunächst keinen konkreten Hinweis. Allerdings findet der Kriminaltechniker ein Fotonegativ, das das Opfer nach der Tat zeigt. Dies könnte ein wichtiger Hinweis gegen den flüchtigen Marlo Trekkers sein, den Interpol inzwischen in Los Angeles ausfindig machen und verhaften kann. Umgehend fliegt Odenthal mit Browster in die USA. Auch Soengens reist mit seiner Crew zurück in die USA. Kopper ermittelt unterdessen weiter in Ludwigshafen. Die Gravur in den Eheringen von Bell und Soengen weckt in ihm den Verdacht, dass Soengen homosexuell ist und er mit Amy Bell nur eine Scheinehe geführt habe, um sein Image nicht zu gefährden.
Bei der Befragung von Trekkers gibt dieser an, dass er Amy Bell nicht umgebracht hätte. Als er in das Hotelzimmer gekommen sei, sei diese bereits tot gewesen. Er habe Fotos gemacht, da diese hier in Amerika ein Vermögen wert wären und er sich dieses Geschäft nicht entgehen lassen wollte. Während er sich in Polizeigewahrsam befindet, wird Soengens Sekretär Romano erstochen. Da das Tatmesser eindeutig die Mordwaffe aus Ludwigshafen ist, muss Trekkers wieder freigelassen werden. Eine erneute Befragung von Soengens ergibt, dass Amy Bell versucht hatte, ihren homosexuellen Mann zu erpressen. Als Gegenleistung erwartete sie Unterstützung für eine Filmkarriere. Er war jedoch nicht auf ihre Forderungen eingegangen, da er es schon lange satt hatte, seine Liebe zu Romano verstecken zu müssen. Seine Agentin Frenzy Soutter sieht das allerdings anders. Als sie bemerkt, dass Odenthal hinter Soengens Geheimnis gekommen ist, versucht sie, die Ermittlerin zum Schweigen zu bringen. Ein Skandal würde das Ende des Filmstars und ihrer gesamten Arbeit bedeuten. Ehe sie Odenthal mit einem Messer ernsthaft verletzen kann, treffen Lou Browster und die Polizei ein. Im Angesicht ihrer Niederlage gesteht Soutter den Mord an Amy Bell und Romano, der sich zusammen mit Soengens outen wollte. Um der Verhaftung und Verurteilung zu entgehen, nimmt Soutter sich das Leben.

## Hintergrund
Der Film wurde vom Südwestrundfunk produziert und in Los Angeles, Ludwigshafen und Baden-Baden gedreht.
Für seine Regiearbeit erhielt Regisseur und Drehbuchautor Thomas Bohn 2000 den Goldenen Gong. Er steht bei Kalte Herzen als Marlo Trekkers auch vor der Kamera.

## Sonstiges
Max Tidof, der hier einen der Verdächtigen spielt, tritt ab 2018 mehrfach als Oberstaatsanwalt Marquardt in den Ludwigshafener Tatorten auf.

## Rezeption

### Einschaltquoten
Die Erstausstrahlung von Kalte Herzen am 2. April 2000 wurde in Deutschland insgesamt von 8,37 Millionen Zuschauern gesehen und erreichte einen Marktanteil von 24,01 Prozent für Das Erste.

### Kritik
Die Kritiker der Fernsehzeitschrift TV-Spielfilm schreiben über diesen Tatort: „Aus Kostengründen wurden viele USA-Szenen des klischeefrohen Krimis in Deutschland gedreht - man sieht's, wie peinlich. Fazit: Krampfig: Hollywood made in Germany“.